# Слуцький район
Слуцький райо́н (біл. Слуцкі раён) — адміністративно-територіальна одиниця Мінської області, Білорусі. Адміністративний центр — місто Слуцьк. Утворений 17 липня 1924 року. В районі 210 населених пунктів.
Район розташований у південній частині області, межує з Солігорським, Копильським, Узденським, Пуховицьким, Стародорозьким і Любанським районами. Площа — 1,8 тисяч км² (4,65 % від території області).
Через територію району проходять:
- залізниця Барановичі — Осиповичі, Слуцьк — Солегорськ загальною довжиною 60 км;
- автодороги Мінськ — Мікашевичі, Осиповичі — Барановичі, Івацевичі — Старі Дороги та інші загальною довжиною 830,6 км.

## Населення
Населення району — 96594 особи (на 1 грудня 2007 року), в тому числі: в сільській місцевості — 35796 осіб, в місті — 60798 осіб. Працездатне населення: жінки від 16 до 55 років — 27530 осіб, чоловіки від 16 до 60 років — 30951 особа. Національний склад населення: білорусів — 87,9 %, росіян — 8,9 %, українців — 1,9 %, поляків — 0,3 %, інших національностей — 1 %.

## Адміністративний поділ
В Слуцькому районі налічується 190 населених пунктів, з них . Всі села приналежні до 18-и сільських рад:
- Беличівська сільська рада → Біличі • Болотчиці • Гірки • Квасиничі • Млинка • Новобіличі • Чижівка.
- Бокшицька сільська рада → Бокшиці • Василинки • Городище • Горохівка • Заболоть • Загір'я • Запілля • Кухти • Мала Падерь • Міхєйки • Молоткове • Нова Нива • Прощиці • Радичеве • Уланове • Ушаловичі.
- Весейська сільська рада → Березівка • Борки • Буслівка • Василькове • Весея • Ізбудище • Комора • Красне Село • Леньки • Липники • Лошиця • Мелешки • Муравищина • Набушево • Попівці • Слобода • Талица.
- Гацуківська сільська рада → Біла Лужа • Білий Бір • Буда Греська • Вежі • Гацук • Залісся • Крива Гряда • Озерці.
- Греська сільська рада → Веробьеве????? • Греськ • Євладовичі • Забіли • Морози • Островок • Прогрес • Старина • Степково • Ульянівка • Шведи • Шищиці.
- Знаменська сільська рада → Білорусь • Борок • Ваньківщина • Вишнівка • Усход • Дуброва • Знамя • Чирвона Нива • Лопатичі • Малинівка • Михайлівка • Сахалін • Свобідний • Середняки • Середняки-хутір • Хлібний Клин.
- Ісернівська сільська рада → Великий Биков • Гуляєво • Ісерно • Паничі • Калинівка • Малинівка • Малий Биков • Нежівка • Новосілки.
- Кіровська сільська рада → Велике Журове • Іванівські Огородники • Івань • Кірово • Клепчани • Лесище • Маглиші • Мала Падерь • Новодвірці • Новий Двір • Огородники • Працевичі • Устрань.
- Козловичівська сільська рада → Велика Падерь • Ближні Бондарі • Велика Слива • Волоти • Дальні Бондарі • Козловичі • Лесуни??? • Мала Слива • Огородники • Ячево.
- Ленінська сільська рада → Заляддя • Кожушки • Леніно • Нев'язці • Підлісся • Славинськ • Терасполь • Ульянівка • Шаловичі.
- Маяківська сільська рада → Борки • Вєтка • Клешево • Летківщина • Маяк • Мусичі • Шуляки.
- Октябрьська сільська рада → Безверховичі • Безверховичі-хутір • Євличі • Мащиці • Октябрь • Ретовщина • Селище • Целевичі.
- Первомайська сільська рада → Аполіни • Борова • Гольчичі • Жилин Брід • Кальчиці • Кулики • Нива • Новинки • Пильня • Полікарівка • Ржавка • Строхове • Таковище • Шантарівщина.
- Повстинська сільська рада → Заграддя • Кублище • Мерешино • Повстинь • Рабак.
- Покрашевська сільська рада → Адамово • Онуфровичі • Бобовищі • Винищі • Замосття • Леньки • Павлівка • Покрашево • Рудня.
- Рачковичівська сільська рада → Белевичі • Замошшя • Ковержиці • Лядно • Малишевичі • Нові Рачковичі • Придирки • П'ятниці • Рачковичі • Славино • Танежиці • Чайчиці • Чаплиці.
- Серягська сільська рада → Брановичі • Бранове • Варковичі • Качалове • Лучники • Павлівка • Підлипці • Серяги????.
- Сорогська сільська рада → Волошево • Дворище • Чаплиці • Юлисино • Кругле • Гутниця • Дворище • Калита • Красне • Кучино • Ляхове • Мелітонове • Новий Гутків • Омговичі • Оступище • Оступище-хутір • Павлівка • Подлошиця • Подстареве • Рубіж • Рижиця • Сливка • Сороги • Старево • Старий Гутків • Тарасівка • Тихонь • Хинолівка • Хорошево • Червона Сторонка.

Ліквідовані сільські ради на території району:
- Омговичівська сільська рада → Гутниця • Дворище • Калита • Красне • Кучино • Ляхове • Мелітонове • Новий Гутків • Омговичі • Оступище • Оступище-хутір • Павлівка • Подлошиця • Подстареве • Рубіж • Рижиця • Сливка • Сороги • Старево • Старий Гутків • Тарасівка • Тихонь • Хинолівка • Хорошево • Червона Сторонка.

## Природа
Більша частина району лежить в межах Центральноберезинської рівнини, північно-західну частину займає Копильська гряда. Рельєф рівнинний. Переважають висоти 160—180 м над рівнем моря, максимальна 212 м (біля ели Жилин Брід). Середня температура січня −6,3 °C, липня 17,8 °C. У рік випадає 625 мм опадів. Вегетаційний період — 193 доби.
Ґрунти сільськогосподарських угідь району дерново-підзолисті заболочені (34,2 %), дерново-підзолисті (29,8 %), дернові заболочені (14,7 %), торф'яно-болотні (13,6 %) і інші. Під болотами близько 1 % площі району.
Ліси займають 23,6 % території, переважають соснові, березові, ялинові. У лісах водяться лосі, кабани, зайці, лисиці, куниці, тетеруки та інші тварини.
В районі зустрічаються занесені в Червону книгу Республіки Білорусь:
- з тварин — пугач, сичик-горобець, чубатий жайворонок, чорний шуліка, змієїд, галстучник, мухоловка білошия;
- з рослин — купальниця європейська, зубянка бульбоносна, журавлина дрібноплодна, лапчатка біла, дзвоник широколистий, цибуля ведмежа, гладіолус черепітчатий, любка зеленоквіткова, менегація просвердлена.

Головна річка — Случ, довжиною 197 км з притоками Локнея, Весейка, Мороч, Сивельга. Найбільш крупні водоймища — водосховище біля села Рудня, площею 3,7 км² і села Борки, площею 0,7 км².
Ботанічний пам'ятник природи республіканського значення — насадження модрини в Урецькому лісництві.
Корисні копалини в районі представлені родовищами торфу, крейди, калійних солей (північна частина Старобінського родовища калійних і кам'яної солей), будівельних пісків, піщано-гравієвого матеріалу, глин і суглинків.

## Економіка

### Промисловість
У промисловому секторі району функціонує 28 промислових підприємств, 10 з яких представляють харчову та переробну галузі (90 % від всього промислового випуску продукції. Бюджетоутворюючими у районі є 4 підприємства: ВАТ «Слуцький цукрорафінадний комбінат», ВАТ «Слуцький сироробний комбінат», ВАТ «Слуцький м'ясокомбінат» та ВАТ «Слуцький комбінат хлібопродуктів».
На експорт відправляють свою продукцію 15 підприємств та організацій району. Головні експортери: ВАТ «Слуцький цукрорафінадний комбінат» — (35 %) (цукор-пісок до Москви); ВАТ «Слуцький сироробний комбінат» — (37,7 %) (молочна продукція до Москви, Санкт-Петербурга), ВАТ «Слуцький м'ясокомбінат» — (21 %) (свинина, яловичина до Москви, Санкт-Петербурга).
Будівельна галузь району представлена 14 будівельними та ремонтно-будівельними організаціями, 3 дорожними організаціями, серед них: БУ-55 ВАТ «Солегірськпромбуд», дочірнє будівельне унітарне підприємство «ПМК-223», дочірнє будівельне унітарне підприємство «ПМК-225», дочірнє будівельне унітарне підприємство «ПМК-226» Мінського обласного виробничого проектно-будівельно-унітарного підприємства «Мінськоблсіль-буд», ВАТ «ПМК-71». Пріоритетним напрямком залишається житлове будівництво. В період 2002 — 2007 років у районі зведено 1367 житлових будинків та квартир загальною площею 119,3 тисяч м².

### Сільське господарство
Слуцький район — один з найбільших виробників сільськогосподарської продукції в області, який спеціалізується на виробництві молока, м'яса, зерна, картоплі, цукрового буряка. Виробництвом сільськогосподарської продукції займається 19 сільськогосподарських виробничих кооперативів, 2 акціонерних товариства, 3 унітарних підприємства, 18 фермерських господарств.

### Торгівля та побутове обслуговування
Роздрібну торгівлю та громадське харчування забезпечують 237 офіційно врахованих суб'єктів господарювання та 1244 приватні підприємці. Стаціонарна торговельна мережа нараховує 300 магазинів та 140 об'єктів громадського харчування, в тому числі: 164 магазини та 83 об'єктів громадського харчування у місті, 136 и 57 — в сільській місцевості.
Побутові послуги у Слуцькому районі надають 125 офіційно врахованих суб'єктів господарювання, із них 62 приватні підприємці.

### Транспорт
Організацію перевезень пасажирів автотранспортом у Слуцькому районі здійснює дочірнє підприємство «Автопарк № 2». Підприємство обслуговує 35 приміських, 22 міських та 7 міжміських маршрутів. Вантажними перевезеннями в районі займаються дочірнє унітарне підприємство «Вантажний автомобільний парк № 5», дочірнє унітарне підприємство «Слуцькагротранс» та інші.

## Освіта, культура і спорт
Система освіти району включає державний заклад освіти «Гімназія № 1 м. Слуцька», 30 середніх шкіл, 4 середні школи-дитсадки, 7 базових шкіл, державний заклад освіти «Середня загальноосвітня вечірня (змінна) школа № 3 м. Слуцька», державний заклад освіти «Слуцька загальноосвітня середня школа-інтернат для дітей-сиріт та дітей, що залишились без батьківської опіки», 40 дошкільних закладів і таке інше.
До послуг мешканців міста та району 8 центральних сільських будинків культури, 20 будинків культури, 5 сільських клубів, 3 сільські клуби-бібліотеки, 4 дитячі школи мистецтв, 3 дитячі музичні школи, центр художньої творчості школярів, міський будинок культури, районна централізована бібліотечна система, парк культури та відпочинку і таке інше.
Спортивна матеріально-технічна база нараховує 120 спортивних закладів: міський стадіон відділу фізичної культури, спорту та туризму, 59 спортивних залів, 24 стрілецьких тири, 9 міні-басейнів, 4 плавальні басейни, 23 спортивних майданчики (при школах).

## Охорона здоров'я
Надання медичної допомоги населенню району здійснюється закладом охорони здоров'я «Слуцька центральна районна лікарня», яка включає центральну районну лікарню на 730 ліжок; поліклініку для дорослих на 960 відвідувачів за зміну; поліклініку для дітей на 300 відвідувачів за зміну; стоматологічну поліклініку на 300 відвідувачів за зміну; протитуберкульозний диспансер на 100 відвідувачів за зміну; жіночу консультацію на 100 відвідувачів за зміну; дермо-венерологічний диспансер на 45 відвідувачів за зміну із стаціонаром на 25 ліжок; станцію швидкої медичної допомоги на 25-50 тисяч викликів на рік; станцію переливання крові; 7 фельдшерських здоровпунктів. У сільській місцевості працюють 4 дільничі лікарні; 8 лікарських амбулаторій; 2 лікарні сестринського догляду; 32 фельдшерско-акушерські пункти.

## Зв'язок
Слуцький районний вузол електричного зв'язку нараховує 11 міських та 44 сільських автоматичних телефонних станцій. Мережа радіозв'язку забезпечується 9 радіовузлами. Функціонує нова телекомунікаційна технологія швидкісного доступу до мережі Інтернет.

## Архітектурні пам'ятники
- в селі Замостя — костьол єзуїтів (17 століття);
- в Слуцьку — Слуцька Михайлівська церква (1767), чоловіча гімназія (1829 — 1838 років);
- біля Леніно — пам'ятник на місці перемоги над наполеонівськими військами в 1812 року;
- в селі Красноє Село — поштова станція (середина 19 століття).

## Персоналії
На території району народились:
- в селі Замостіччя — білоруський і польський письменник Адам Плуг (* 1823 — † 1903);
- в селі Бельовичі — білоруський етнограф і фольклорист О. К. Сержпутовський (* 1864 — † 1940);
- в селі Леніно — білоруський диригент, композитор В. В. Терравський (* 1871 — † 1938).
- в селі Липники — білоруська письменниця Олена Василевич (* 1922).
- в селі Мащиці — радянський біохімік Олександр Вечер (1905—1985).